# Janet Rice
Janet Elizabeth Rice (n. Melbourne, 18 de noviembre de 1960) es una política australiana. Fue senadora por el estado de Victoria de 2014 a 2024, además de cofundadora del partido de los Verdes Australianos de Victoria. También formó parte del ayuntamiento de Maribyrnong de 2003 a 2008, incluyendo un periodo en que fue alcaldesa de la ciudad.

## Biografía
Rice nació el 18 de noviembre de 1960 en Altona, un suburbio de Melbourne. Asistió a la Universidad de Melbourne, donde estudió matemáticas y meteorología. Fue en esta institución donde conoció a su pareja, Penny Whetton, también estudiante del departamento de meteorología. Rice comenzó su activismo ambiental mientras estudiaba en la universidad, incluyendo su participación en la Campaña de la Presa Franklin en 1983.
Entre 1985 y 1986, Rice trabajó como funcionaria de políticas hídricas en el Departamento de Recursos Hídricos de Victoria, donde redactó informes sobre los recursos hídricos de Gippsland, la estrategia de gestión del agua de la región sudeste y sobre los aspectos ambientales de la estrategia de gestión del agua para el suroeste de Victoria.
Trabajó además para Bicycle Victoria de 1993 a 1997 como la primera coordinadora de Ride to Work. Desarrolló el programa Ride to Work Day, que comenzó con 615 ciclistas y creció hasta alcanzar una cifra estimada de 60 000 participantes en toda Australia. Tras trabajar en Bicycle Victoria, Rice continuó su carrera como consultora sénior en Context Pty Ltd y trabajó con clientes como Barwon Water, Melbourne Water, Parks Victoria y diversos gobiernos locales. Tras dejar Context, Rice fundó su propia firma de facilitación y consultoría, Janet Rice Facilitation and Community Involvement, y fue contratada por el Ayuntamiento de Hume como planificadora sénior de transporte estratégico.

### Carrera política

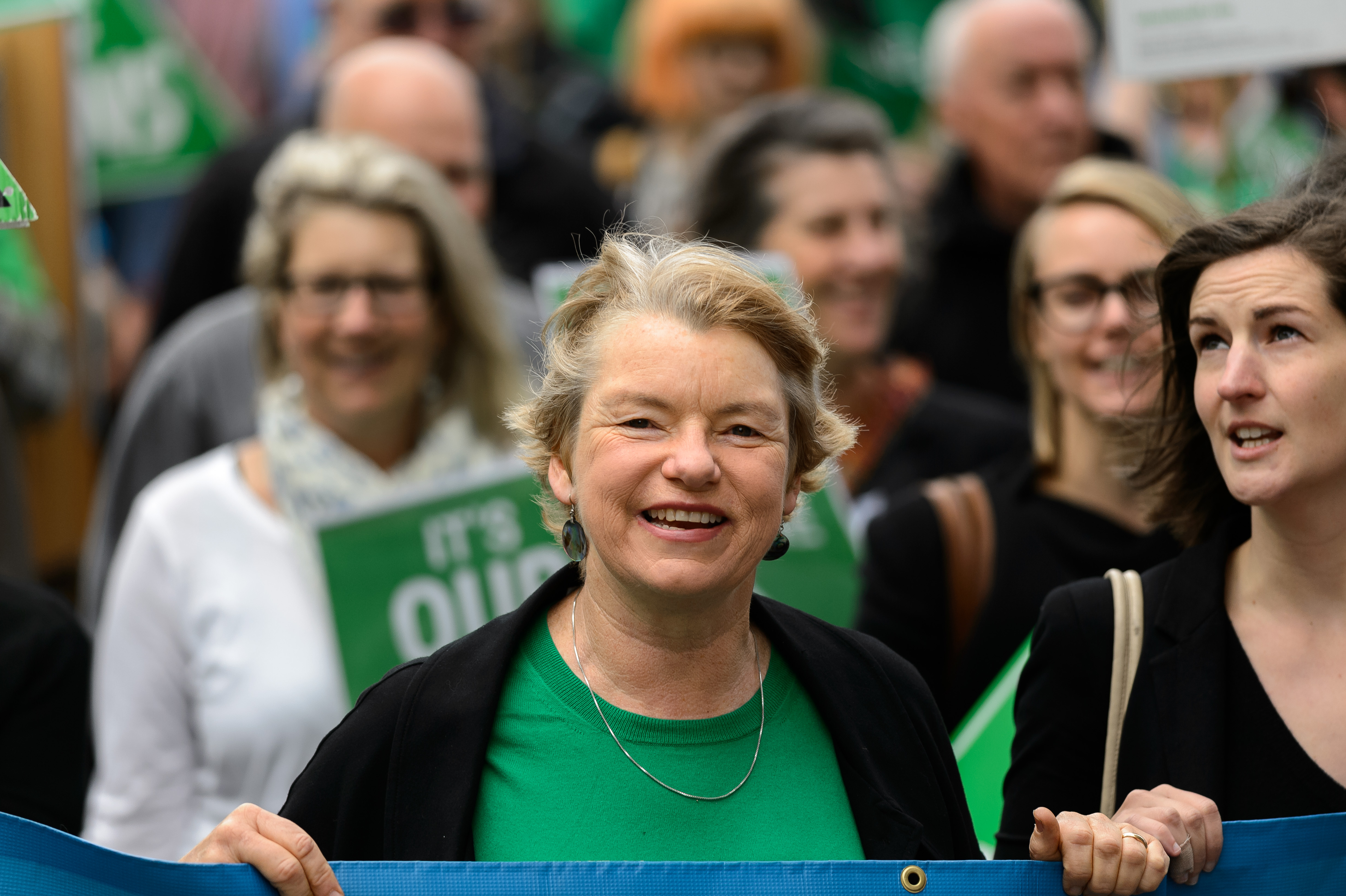
Janet Rice en 2023 durante una protesta.

Rice fue clave en la fundación del partido de los Verdes Australianos de Victoria. Organizó reuniones preliminares y contribuyó a la formación de la red política verde justo cuando se acercaban las elecciones estatales de Victoria en octubre de 1992. Los Verdes de Victoria se pusieron en marcha oficialmente el 7 de noviembre de 1992.[cita requerida]
Comenzó su carrera política en 2003, cuando fue elegida concejala de la ciudad de Maribyrnong, donde representó al distrito de Saltwater. Como concejala, Rice se centró en temas de transporte y planificación y presidió el Foro de Transporte Metropolitano entre 2004 y 2008. Las publicaciones y presentaciones de Rice sobre transporte incluyen un capítulo en el libro "Transit Oriented Development: Making it Happen" (Curtis, Renne y Bertolini, 2009).
Rice fue elegida alcaldesa de Maribyrnong en 2006. Durante su mandato, creó el Grupo de Acción de Camiones de Maribyrnong, que logró prohibir la entrada de camiones al centro de la ciudad de Footscray. Rice también participó en la campaña "Salven la Piscina de Footscray", intentando preservar las antiguas instalaciones y proteger el terreno de los promotores inmobiliarios. Rice permaneció en el consejo hasta 2008.
Rice encabezó la lista de candidatos al Senado por los Verdes Australianos de Victoria para las elecciones federales australianas de 2013 y fue elegida luego de su lista alcanzara un 10.85 por ciento de los votos. Rice asumió su escaño en el Senado el 1 de julio de 2014 y prestó juramento el 7 de julio de 2014.
Rice fue reelegida con éxito en las elecciones federales australianas de 2016, así como en las elecciones federales de 2019, con una votación final en el Senado del 10,6%.
En septiembre de 2023, Rice anunció que no volvería a presentarse como candidata a su puesto en el Senado y que se jubilaría en la primera mitad de 2024. Su renuncia se formalizó el 19 de abril de 2024. Tras su jubilación, Steph Hodgins-May fue designada para ocupar el escaño de Rice en el Senado. 
El 29 de febrero de 2024, el Senado votó a favor de censurar a Rice después de que esta levantara una pancarta con las palabras "detengan los abusos de derechos humanos" mientras el presidente filipino Bongbong Marcos hablaba en el parlamento. Fue escoltada fuera de la Cámara acompañada por Barbara Pocock. Rice defendió su acción después afirmando que era "en nombre de cada persona filipina cuyos derechos humanos han sido violados por el gobierno del presidente Marcos y el gobierno del expresidente Duterte antes de él". Rice también se refirió a la historia reciente de abusos de los derechos humanos por parte del gobierno en Filipinas, incluyendo el encarcelamiento y asesinato de líderes sindicales, trabajadores, defensores del medio ambiente y abogados de derechos humanos. Rice, junto con la Red de Derechos Humanos de Filipinas, investigó estos casos hace unos años cuando visitó Filipinas.   El senador filipino Robin Padilla, un ex convicto convertido en un controvertido aliado tanto de Duterte como de Marcos, presentó el 4 de marzo de 2024 una resolución en el Senado filipino para condenar a Rice y declararla persona non grata.

## Vida personal
Rice vive en Footscray, Victoria, con sus dos hijos. Su esposa fue la climatóloga Penny Whetton, quien falleció el 11 de septiembre de 2019. Coincidiendo con la transición de género de su esposa, Rice se declaró bisexual.